# Бад Брамбах
Бад Брамбах (њем. Bad Brambach) општина је у њемачкој савезној држави Саксонија. Једно је од 45 општинских средишта округа Фогтланд. Према процјени из 2010. у општини је живјело 2.109 становника. Посједује регионалну шифру (AGS) 14523030.

## Географски и демографски подаци
Бад Брамбах се налази у савезној држави Саксонија у округу Фогтланд. Општина се налази на надморској висини од 604 метра. Површина општине износи 43,8 km². У самом мјесту је, према процјени из 2010. године, живјело 2.109 становника. Просјечна густина становништва износи 48 становника/km².

## Међународна сарадња
| Мјесто           | Држава | Врста сарадње | Од    |
| ---------------- | ------ | ------------- | ----- |
| Маријанске Лазне | Чешка  | контакт       | 2000. |
| Карлсбад         | Чешка  | контакт       | 2000. |
|                  | Чешка  | контакт       | 2000. |
|                  | Чешка  | контакт       | 2000. |
| Извор            |        |               |       |